# Natação nos Jogos Olímpicos de Verão de 2012 - Revezamento 4x100 m medley masculino
A competição do revezamento 4x100 m medley masculino da natação nos Jogos Olímpicos de Verão de 2012 foi disputada nos dias 3 e 4 de agosto no Centro Aquático de Londres.

## Medalhistas
|  | USA Estados Unidos                                                                                               |  | JPN Japão                                                               |  | AUS Austrália                                                                                       |
|  | Matt Grevers Brendan Hansen Michael Phelps Nathan Adrian Nick Thoman* Eric Shanteau* Tyler McGill* Cullen Jones* |  | Ryosuke Irie Kosuke Kitajima Takeshi Matsuda Takuro Fujii Ryo Tateishi* |  | Hayden Stoeckel Christian Sprenger Matt Targett James Magnussen Brenton Rickard* Tommaso D'Orsogna* |

*Participaram apenas das eliminatórias, mas também receberam medalhas.

## Recordes
Antes desta competição, os recordes mundiais e olímpicos da prova eram os seguintes:
| Tipo | Atleta | Tempo   | Local  | Data                 |
| ---- | --- | ------- | ------ | -------------------- |
|      | USA Estados Unidos Aaron Peirsol (52.19) Eric Shanteau (58.57) Michael Phelps (49.72) David Walters (46.80) | 3:27.28 | Roma   | 2 de agosto de 2009  |
|      | USA Estados Unidos Aaron Peirsol (53.16) Brendan Hansen (59.27) Michael Phelps (50.15) Jason Lezak (46.76)  | 3:29.34 | Pequim | 17 de agosto de 2008 |

## Resultados

### Eliminatórias
| Pos. | Elim. | Raia | CON                | Nadadores | Tempo   | Notas |
| ---- | ----- | ---- | ------------------ | --- | ------- | ----- |
| 1    | 2     | 4    | USA Estados Unidos | Nick Thoman (53.31) Eric Shanteau (59.69) Tyler McGill (51.53) Cullen Jones (48.12)                             | 3:32.65 | Q     |
| 2    | 1     | 1    | GBR Grã-Bretanha   | Liam Tancock (53.98) Craig Benson (59.68) Michael Rock (51.56) Adam Brown (48.22)                               | 3:33.44 | Q     |
| 3    | 2     | 3    | JPN Japão          | Ryosuke Irie (53.08) Kosuke Kitajima (59.47) Takeshi Matsuda (52.09) Takuro Fujii (49.00)                       | 3:33.64 | Q     |
| 4    | 1     | 4    | AUS Austrália      | Hayden Stoeckel (53.89) Brenton Rickard (59.95) Matt Targett (51.30) Tommaso D'Orsogna (48.59)                  | 3:33.73 | Q     |
| 5    | 1     | 3    | NED Países Baixos  | Nick Driebergen (53.98) Lennart Stekelenburg (1:00.52) Joeri Verlinden (51.46) Sebastiaan Verschuren (47.82)    | 3:33.78 | Q,    |
| 6    | 2     | 5    | GER Alemanha       | Helge Meeuw (53.82) Christian vom Lehn (1:01.13) Steffen Deibler (51.18) Marco di Carli (48.15)                 | 3:34.28 | Q     |
| 7    | 2     | 6    | HUN Hungria        | László Cseh (53.78 ) Dániel Gyurta (59.63) Bence Pulai (52.47) Dominik Kozma (48.56)                            | 3:34.44 | Q,    |
| 8    | 1     | 2    | CAN Canadá         | Charles Francis (53.91) Scott Dickens (1:00.60) Joe Bartoch (52.43) Brent Hayden (47.52)                        | 3:34.46 | Q     |
| 9    | 2     | 2    | NZL Nova Zelândia  | Gareth Kean (54.01) Glenn Snyders (59.00) Andrew McMillan (52.77) Carl O'Donnell (48.74)                        | 3:34.52 |       |
| 10   | 2     | 7    | FRA França         | Camille Lacourt (53.63) Giacomo Perez-Dortona (1:00.03) Romain Sassot (52.17) Yannick Agnel (48.77)             | 3:34.60 |       |
| 11   | 1     | 8    | CHN China          | Cheng Feiyi (53.70) Li Xiayan (1:00.96) Zhou Jiawei (51.44) Lü Zhiwu (48.55)                                    | 3:34.65 |       |
| 12   | 1     | 7    | RUS Rússia         | Vladimir Morozov (53.99) Vyacheslav Sinkevich (1:00.80) Nikolay Skvortsov (51.83) Andrey Grechin (48.32)        | 3:34.94 |       |
| 13   | 2     | 8    | RSA África do Sul  | Charl Crous (55.23) Cameron van der Burgh (58.96) Chad le Clos (51.83) Leith Shankland (49.21)                  | 3:35.23 |       |
| 14   | 1     | 5    | ITA Itália         | Mirco Di Tora (54.67) Fabio Scozzoli (1:00.28) Matteo Rivolta (53.10) Luca Dotto (48.83)                        | 3:36.88 |       |
| 15   | 1     | 6    | BRA Brasil         | Thiago Pereira (54.45) Felipe França Silva (1:00.77) Kaio Márcio de Almeida (53.61) Marcelo Chierighini (48.17) | 3:37.00 |       |
| 16   | 2     | 1    | POL Polônia        | Radosław Kawęcki (54.65) Dawid Szulich (1:01.39) Paweł Korzeniowski (52.40) Kacper Majchrzak (49.72)            | 3:38.16 |       |

### Final
| Pos.              | Raia | CON                | Nadadores | Tempo   | Notas            |
| ----------------- | ---- | ------------------ | --- | ------- | ---------------- |
| Medalha de ouro   | 4    | USA Estados Unidos | Matt Grevers (52.58) Brendan Hansen (59.19) Michael Phelps (50.73) Nathan Adrian (46.85)                     | 3:29.35 |                  |
| Medalha de prata  | 3    | JPN Japão          | Ryosuke Irie (52.92) Kosuke Kitajima (58.64) Takeshi Matsuda (51.20) Takuro Fujii (48.50)                    | 3:31.26 |                  |
| Medalha de bronze | 6    | AUS Austrália      | Hayden Stoeckel (53.71) Christian Sprenger (59.05) Matt Targett (51.60) James Magnussen (47.22)              | 3:31.58 |                  |
| 4                 | 5    | GBR Grã-Bretanha   | Liam Tancock (53.40) Michael Jamieson (59.27) Michael Rock (51.74) Adam Brown (47.91)                        | 3:32.32 |                  |
| 5                 | 1    | HUN Hungria        | László Cseh (53.40 ) Dániel Gyurta (59.01) Bence Pulai (51.82) Dominik Kozma (48.79)                         | 3:33.02 | Recorde nacional |
| 6                 | 7    | GER Alemanha       | Helge Meeuw (53.78) Christian vom Lehn (1:00.30) Steffen Deibler (50.91) Markus Deibler (48.07)              | 3:33.06 |                  |
| 7                 | 2    | NED Países Baixos  | Nick Driebergen (53.79) Lennart Stekelenburg (1:00.24) Joeri Verlinden (51.86) Sebastiaan Verschuren (47.57) | 3:33.46 | Recorde nacional |
| 8                 | 8    | CAN Canadá         | Charles Francis (54.16) Scott Dickens (1:00.29) Joe Bartoch (52.32) Brent Hayden (47.42)                     | 3:34.19 |                  |

Legenda
| Recorde mundial      | Recorde mundial (World record)               |                       | Recorde africano                      | Recorde africano (African) |                                           | Q | Classificado por posição (Qualified) |
| Recorde olímpico     | Recorde olímpico (Olympic record)            | Recorde da América    | Recorde da América (Americas)         | q                          | Classificado por melhor tempo (Qualified) |   |                                      |
| Melhor marca do ano  | Melhor marca do ano (World leading)          | Recorde asiático      | Recorde asiático (Asian)              | DNS                        | Não largou (Did not start)                |   |                                      |
| Recorde nacional     | Recorde nacional (National record)           | Recorde europeu       | Recorde europeu (European)            | DNF                        | Não terminou (Did not finish)             |   |                                      |
| Recorde pessoal      | Recorde pessoal do atleta (Personal best)    | Recorde da Oceania    | Recorde da Oceania (Oceania)          | DSQ / DQ                   | Desclassificado (Disqualified)            |   |                                      |
| Recorde da temporada | Recorde da temporada do atleta (Season best) | Recorde sul-americano | Recorde sul-americano (South America) | NM                         | Sem marca (No mark)                       |   |                                      |